# Anancistrogera nigrogeniculata
Anancistrogera nigrogeniculata är en insektsart som först beskrevs av Brunner von Wattenwyl 1888.  Anancistrogera nigrogeniculata ingår i släktet Anancistrogera och familjen Gryllacrididae. Inga underarter finns listade i Catalogue of Life.